# Aristeus
Aristeus is een geslacht van kreeftachtigen uit de klasse van de Malacostraca (hogere kreeftachtigen).

## Soorten
- Aristeus alcocki Ramadan, 1938[1]
- Aristeus antennatus (Risso, 1816)
- Aristeus antillensis A. Milne-Edwards & Bouvier, 1909
- Aristeus mabahissae Ramadan, 1938
- Aristeus pallidicauda Komai, 1993
- Aristeus semidentatus Spence Bate, 1881
- Aristeus varidens Holthuis, 1952
- Aristeus virilis (Spence Bate, 1881)